# مهرجان سان جواكين
مهرجان سان جواكين هي رواية عام 1997، وتعد الرواية الثالثة من الأمريكية البليزية زي إدجيل. في تغيير عن أول روايتين لها، «بيكا لامب» و «في أوقات مثل هذه»، تدور أحداث القصة في قرية سان جواكين، منطقة كوروزال.

## ملخص
عند إطلاق سراحها من السجن، وجب على البطلة لوز مارينا معرفة كيفية الاقتراب من حماتها لاستعادة حضانة أطفالها، تيريزا وإدواردو وفيليسيانو. دخلت مارينا السجن بسبب قتلها لزوجها الذي قتلته دفاعا عن النفس.
تعد دونا كاتالينا كاسال والدة زوجها، وكان زوجها دون بابلو وأطفالهما هم أندريس كاسال ولويس كاسال وسلفادور خواكين. لدى مارينا أختان، كونشا وبيرلا. سميت والدتها ماما صوفيا وكان والدها بابا أبولونيو.
عملت مارينا في منزل عائلة كاسال قبل زواجها من سلفادور. كان سلفادور يحب الزوجة المستقبلية لأخيه لويس. تذكرت مارينا في ليلة عيد ميلادها الخامس عشر، في نفس ليلة حفلة خطوبة لويس، عندما أساء سلفادور إليها وإلى أطفالها. كان يحبسهم دائمًا في المنزل لأسابيع دون أن يأكلوا أو يشربوا أي شيء. فيليسيانو مريض وفي غيبوبة بسبب سلفادور.
مات والدها وترك دون بابلو سان جواكين حتى أصبحت دونا كاتالينا الآن سيدة أعمال متفانية. تحاول مارينا النهوض بنفسها ووالدتها لأن والدها لم يعد معهم. تبحث عن وظائف لكنها دائما مرفوضة. كانت الوظيفة الوحيدة التي حصلت عليها في مكتب إلوديو ألبوتشي غويرا، لكنها طُردت بسبب دونا كاتالينا التي كانت أيضًا عضوًا في المكتب.
عرض أندريس كاسال عليها وظيفة في فندقه المسمى فندق CANNA (قصر السماء) كبستنجية. كان أندريس كاسال قد أحب لوز مارينا من قبل وطلب منها الزواج منه. قررت ترك الوظيفة وفتحت هي ووالدتها مقهى اسمه Cafe Feliciano. تم إغلاق المقهى لأنهم بحاجة إلى مياه جارية، والتخلص من القمامة والتخلص من الذباب بشكل مستمر. ذهبت إلى مكتب الممثل للحصول على المساعدة حتى تتمكن من إعادة فتحه، لكنها علمت أن دونا كاتالينا هي المسؤولة عن الإغلاق.
تدور أحداث الرواية خلال عيد شفيع القرية.
هذه المقالة ما زالت مجرد بذرة. يمكنك مساعدة ويكيبيديا في تنميتها.